# Sebastiaan Verschuren
Sebastiaan Verschuren (n. Ámsterdam, 7 de octubre de 1988) es un nadador de estilo libre neerlandés. Es el campeón europeo de los 200 m libre de 2016.

## Biografía
Hizo su debut en el Campeonato Europeo de Natación de 2006, nadando en la prueba de 1500 metros, y quedando en posición 19 en el sumario total. Dos años después compitió en el Campeonato Europeo de Natación de 2008, nadando los 200 metros libres y en el 4×200 metros libres sin alcanzar las posiciones de medalla. Un año después, en el Campeonato Europeo de Natación de 2010 celebrado en Budapest, ganó dos medallas de bronce, en la prueba de 200 m libre y en el 4 x 100 m combinado. En 2012 participó en sus primeros Juegos Olímpicos, los Juegos Olímpicos de Londres 2012, donde nadó en tres modalidades, pero sin medalla. En 2013, en el Campeonato Europeo de Natación en Piscina Corta de 2013, ganó otra medalla de bronce, en el 4x50 m libre mixto. En el Campeonato Europeo de 2016 en Londres, ganó medalla de oro en los 200 metros libre, así como en las pruebas de los 4 x 200 metros libre y los 4 x 100 metros libre mixto. 